# Pancrazio Buciunì

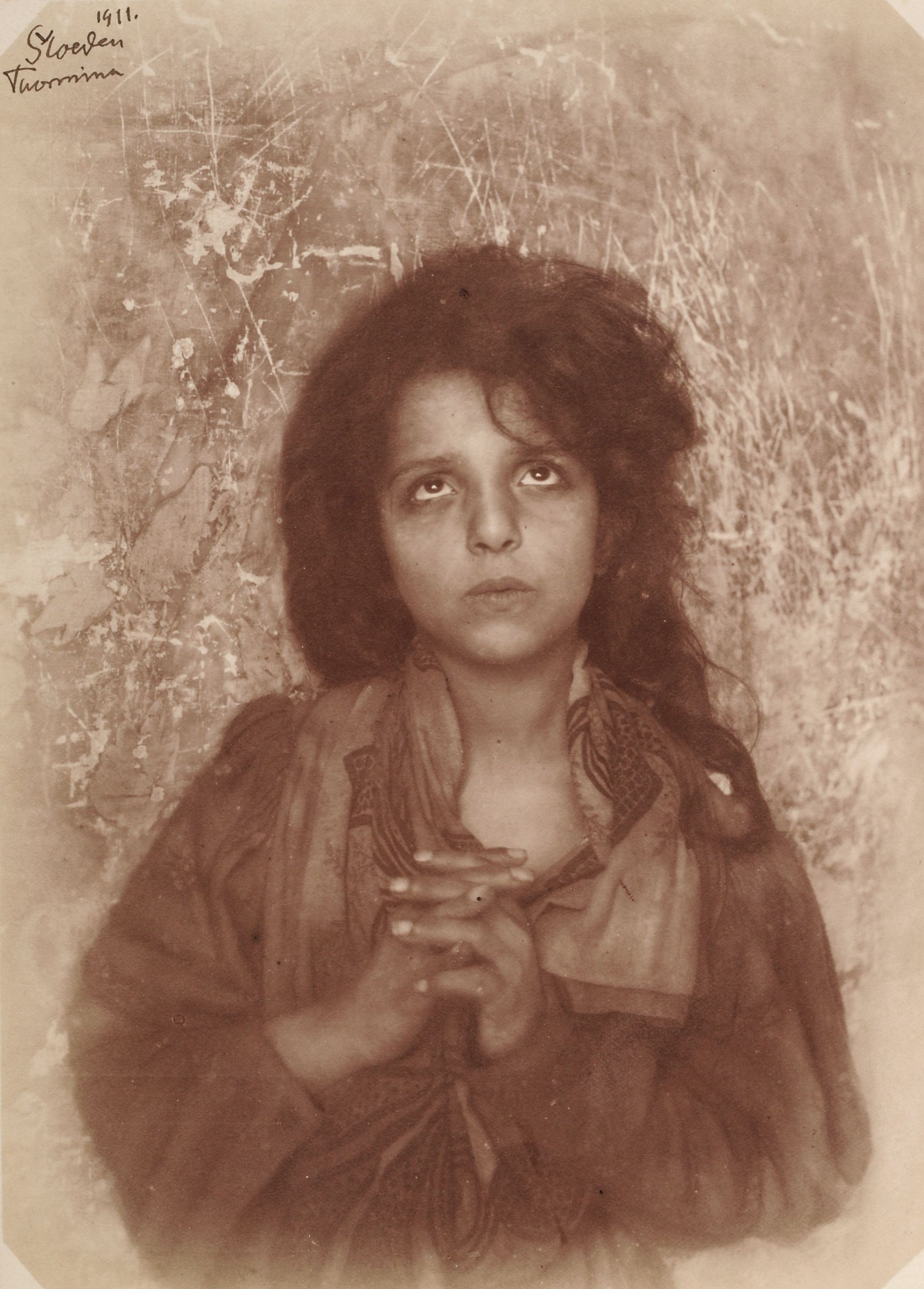
Posible retrato de Pancrazio Buciunì vestido de niña y fotografiado por Wilhelm von Gloeden.

Pancrazio Buciunì (Taormina, 1879-1963) fue un modelo artístico, mayordomo y fotógrafo italiano, además de ayudante y heredero del fotógrafo alemán Wilhelm von Gloeden.

## Biografía
Algunos años después de que el fotógrafo alemán Wilhelm von Gloeden llegase a Taormina, en 1877, contrató a Pancrazio como ayudante y criado. Tenía entonces trece o catorce años y era un muchacho de piel oscura, de ojos grandes -como puede verse en muchas de las fotografías que nos han llegado-, por lo que von Gloeden le dio el sobrenombre de Il Moro (el moro). Este muchacho cuidó desde un principio de la salud del barón, administrando los medicamentos, consiguiendo en el pueblo las comidas especiales que requería, preparándole los baños calientes de agua salada que le habían prescrito, pero también consiguiendo a jóvenes locales que participaban en las fiestas nocturnas que von Gloeden empezó a ofrecer a sus muchos visitantes o para que sirviesen como modelos al barón. Il Moro no sería, con el tiempo, un simple sirviente, sino que llegó a ser un gran apoyo del barón, convirtiéndose en su amante y heredando su legado fotográfico.
Zinaida Gippius (1869-1945), en el año 1899, habla de Pancrazio, a quien llama Luigi, y lo describe así:
“[…] es el brazo derecho del barón. Se ocupa de las cuestiones domésticas, e imprime fotografías (aunque también tiene un asistente, Mino). El aspecto de Luigi es extraordinario. Cuando se mira su cara salvajemente hermosa, con nariz corta, cejas extrañamente elevadas, parece que uno está viendo a un fauno de tiempo inmemorial”.
Durante la Primera Guerra Mundial, como Gloeden regresó a Alemania para evitar ser internado en un campo de concentración por el hecho de ser alemán Buciunì quedó a cargo del cuidado de la casa y de los animales de von Gloeden, con quien siguió carteándose a través de Suiza, que era país neutral. Los censores militares sospecharon de aquellas cartas y acusaron a Il Moro de espionaje. Por suerte consiguió aclarar las cosas, pero no antes de haber pasado unos meses en prisión.
Cuando en 1931 el barón Wilhelm von Gloeden murió, Pancracio Buciunì, Il Moro, fue nombrado su heredero y albacea. Recibió todas las posesiones personales y unas 3,100 placas de negativos. En 1936 la policía del gobierno fascista de Mussolini hizo una incursión en la casa de Il Moro, confiscando las placas de von Gloeden, y deteniéndolo a él acusado de posesión de pornografía. No obstante conseguiría ser declarado inocente en el juicio que siguió en un tribunal de Mesina (1939-1941). El veredicto de absolución no pudo devolver todas las placas confiscadas, ya que muchas habían sido destruidas (en aquel entonces los negativos eran de vidrio). Las placas restantes -menos de la mitad del número original- fueron distribuidas y escondidas entre las familias locales y algunos personajes eruditos italianos hasta que terminó la Segunda Guerra Mundial. Durante ese tiempo, otras placas también se perdieron. Cuando la colección se reunió finalmente, se comprobó que de las 3100 placas heredadas, habían sobrevivido cerca de 1300, que se encuentran en la Fondazione Alinari en Florencia, (institución que en 1999 compró 878 negativos de vidrio y 956 copias de época que habían pertenecido a Buciunì para agregar a su colección preexistente de 106 copias).
Cuando Roger Peyrefitte, visitó Taormina en los años cuarenta del siglo pasado (una década después de la muerte del fotógrafo), dice en su novela que "... su fiel Moro, hoy simple pescador", lo que parece indicar que tras la muerte de Gloeden el ayudante y amigo se quedó en Taormina trabajando de lo que muchos de sus paisanos hacían (la pesca). Esto no está demasiado claro, ya que tras la muerte del barón (y tras las peripecias derivadas de la represión fascista), se sabe que explotó comercialmente los negativos de Gloeden y que llegó a ejercer de fotógrafo de desnudos, pero sin éxito. Murió en los años sesenta del siglo XX, casado y con dos hijos, en su Taormina natal.

## Obra
Según Giovanni Dall’Orto su trabajo de tantos años en el laboratorio de von Gloeden terminó por convertirlo en un técnico experto, por lo que no tuvo problemas, tras la muerte del maestro, para continuar imprimiendo los negativos heredados y vendiendo las fotografías. Otros autores indican que él comenzó a fotografiar desnudos, pero con resultados menos artísticos. Según esto, Buciunì habría sido también otro de los fotógrafos italianos de desnudos anteriores a la Segunda Guerra Mundial, aunque su obra no sea identificable entre los negativos que nos han llegado. 
Dall’Orto afirma también que si Gloeden, desde 1903, dedica mucho de su tiempo a la mejora de su «banco de imágenes» y a presentar incansablemente espectáculos y exposiciones que van de París a Argel, es lógico pensar que la dirección del laboratorio fuese delegada a Buciunì. Aun así, seguramente tuvo que esperar a la muerte del maestro para experimentar con sus propias fotos de desnudo.